# Gnatholepis davaoensis
Gnatholepis davaoensis é uma espécie de peixe da família Gobiidae e da ordem Perciformes.

## Morfologia
- Os machos podem atingir 5,2 cm de comprimento total.[3][4]

## Habitat
É um peixe de clima tropical e demersal.

## Distribuição geográfica
É encontrado no Oceano Pacífico ocidental central: Indonésia, Papua-Nova Guiné, nas Filipinas, nas Ilhas Salomão, Taiwan e Vanuatu.

## Observações
É inofensivo para os humanos.